# Zwakke vermoeden van Goldbach
In de getaltheorie, een deelgebied van de wiskunde, stelt het zwakke vermoeden van Goldbach, ook bekend als het 3-priemgetallen probleem, dat:
Elk oneven geheel getal groter dan 7 kan worden uitgedrukt als de som van drie oneven priemgetallen, waarbij hetzelfde priemgetal meer dan eens in dezelfde som kan worden gebruikt.
Dit vermoeden heet "zwak" omdat het "sterke" vermoeden van Goldbach met betrekking tot sommen van twee priemgetallen, indien bewezen, tegelijkertijd ook het zwakke vermoeden van Goldbach zou bewijzen. En wel hierom dat als elk even geheel getal groter dan 4 de som van twee oneven priemgetallen is, dat dan het optellen van het getal drie bij elk even getal groter dan 4 de oneven getallen groter dan 7 oplevert.
In 2013 is het vermoeden bewezen door de Peruaanse wiskundige Harald Helfgott.